# Raymond Centène
Raymond Centène, né le 20 mars 1958 à Banyuls-sur-Mer (Pyrénées-Orientales), est un prélat catholique français, évêque de Vannes depuis 2005.

## Biographie

### Formation
Après des études à la faculté de Perpignan (Pyrénées-Orientales) où il obtient un doctorat en droit, Raymond Centène commence une carrière au sein de l'éducation nationale. Il entre ensuite au séminaire de Toulouse, avant de poursuivre sa formation au séminaire français de Rome, obtenant une licence canonique en théologie spirituelle à l'université pontificale grégorienne. Il est ordonné prêtre le 27 juin 1993 pour le diocèse de Perpignan.

### Prêtre
Après son ordination, il a été aumônier du centre pénitentiaire de Perpignan et aumônier scout.
En 1997, il est nommé curé de la paroisse Saint-Joseph de Perpignan et en 2000 doyen du secteur Perpignan-ouest et aumônier de collège. En complément, il est chancelier du diocèse de Perpignan à partir de 2001.

### Évêque
Le 28 juin 2005, il est nommé évêque de Vannes par le pape Benoît XVI. Il est alors le premier évêque de France métropolitaine à être nommé par ce dernier. Il est consacré le 16 octobre suivant, en la basilique Sainte-Anne d'Auray, par François Saint-Macary, assisté de François-Mathurin Gourvès, son prédécesseur et André Marceau, évêque de Nice. Âgé de 47 ans, il est le plus jeune évêque diocésain de France. Il choisit alors comme devise « Pour que la génération à venir Le connaisse » (cf. Ps 78,4).
Au sein de la Conférence des évêques de France, il est membre de la Commission pour la mission universelle de l'Église.
Le 27 mai 2015, à l'occasion d'un voyage de Louis de Bourbon en Bretagne, il célèbre une grand-messe pontificale en la basilique Sainte-Anne d'Auray.
Raymond Centène doit faire face à une sécularisation croissante dans son diocèse qui se traduit par une chute des baptêmes et par l'effondrement des vocations. En 2010, le diocèse comptait 630 000 baptisés pour 700 000 habitants (90 %), servis par 411 prêtres ; en 2014, le nombre de baptisés se réduit à 583 000 pour une population de 727 000 (80,2 %), servis par 261 prêtres, tandis qu'en 2017, le nombre de baptisés tombe à 510 000 pour 747 000 habitants (68,3 %), servis par 245 prêtres. Cependant une à deux ordinations par an sont encore célébrées dans ce diocèse, alors que certains diocèses de France ne connaissent plus d'ordinations depuis plusieurs années.[réf. nécessaire]

## Publications
- Le catéchisme expliqué, éditions Artège, juin 2012 (ISBN 978-2-360400-38-6)
- De la pandémie au mystère pascal, éditions des Célestins/Peuples du monde, avril 2020 (ISBN 978-2-492036-00-2, présentation en ligne)

## Prises de position
Raymond Centène n'hésite pas à utiliser les moyens de communication contemporains. Ainsi, en 2007, il commence une année de communication et d'enseignement en devenant producteur sur les ondes de RCF Vannes.
Dans un courrier adressé le 27 octobre 2011 au président de l’Institut Civitas, il juge lui aussi les spectacles Golgota picnic de Rodrigo García et Sur le concept du visage du Fils de Dieu de Romeo Castellucci « blasphématoires ».
Le 8 décembre 2012, il annonce sa participation à la manifestation nationale du 13 janvier 2013 organisée par La Manif pour tous et il invite les fidèles à y participer.
À la suite de son prédécesseur dans le diocèse de Vannes, il prône la mise en valeur et l'emploi de la langue bretonne ; il signe notamment, en septembre 2013, la charte « Ya d'ar brezhoneg » de l'Office public de la langue bretonne qui prône l'usage de la langue celtique dans la pratique religieuse.
Lors du pèlerinage de Sainte-Anne-d'Auray (département du Morbihan), qui a rassemblé près de deux mille personnes le 11 octobre 2015, l'évêque de Vannes a célébré la messe et inauguré une stèle en l'honneur d'Yvon Nicolazic, un paysan breton qui a vécu au début du XVIIe siècle et qui est à l'origine de la création de la basilique locale dédiée à sainte Anne.  Raymond Centène, soutien du mouvement des Bonnets rouges de 2013, s'est joint à la mobilisation locale visant à attirer l'attention de l'opinion publique sur les nombreux suicides d'agriculteurs,.